# Captain Z-RO
Captain Z-RO war die erste Science-Fiction-Fernsehserie der Welt, die das Thema der Zeitreise thematisierte. Formales Vorbild war Captain Video and His Video Rangers.

## Technische Daten
Von November 1951 bis zum 10. Juni 1956 wurden insgesamt 77 Episoden von Kathleen K. Rawlings für den Sender „Kron“ in San Francisco produziert. Von 1951 bis 1954 umfassten die Episoden eine Länge von 15 Minuten, anschließend 30 Minuten.
Wie Captain Video and His Video Rangers, Space Patrol und Tom Corbett, Space Cadet war Captain Z-RO ein rein kommerzielles Unternehmen, das durch Werbeeinnahmen finanziert wurde.
Vermutlich wurde die Serie bis 1953 Live gesendet, aber ab 1953, soweit bekannt, auf Video aufgezeichnet, ab 1955 auf Film.

## Handlung
Der Wissenschaftler Captain Z-Ro und sein Teenager-Assistent Jet operieren mit der Zeitmaschine ZX-99, die es ihnen ermöglicht, sich sowohl in Raum und Zeit zu bewegen als auch die Vergangenheit und die Zukunft zu sehen.
Captain Z-RO ist somit in der Lage, Probleme im Ablauf der Vergangenheit zu erkennen. Als z. B. die Gefahr besteht, dass König Johann von England die Magna Carta nicht unterzeichnen wird, reist Captain Z-RO zurück in das 13. Jahrhundert, um den Ablauf der Geschichte zu garantieren.

## Besetzung
- Captain Z-RO: Roy Steffens (18 Episoden, 1955–1956)
- Jet: Bruce Haynes (17 Folgen, 1955–1956)

Gastrollen:
- Daniel Boone als Erwachsener: Joe Miksak (vier Folgen)
- Kolumbus: Edward Sterlingson (zwei Folgen 1955–1956)

## Episoden, soweit bislang bekannt
- Christopher Columbus, 18. Dezember 1955
- Daniel Boone, 25. Dezember 1955
- Marco Polo, 1956
- Benedict Arnold, 1956
- King John, 1956
- Magellan, 1956
- Pony Express, 1956
- William Tell, 5. Februar 1956
- Roger the Robot, 1956
- Blackbeard the Pirate, 1956
- Attila the Hun, 1956
- Robin Hood, 1956
- Washington and Howe, 1956
- Curse of Ra, 1956
- Hernando Cortez, 1956
- Molly Pitcher, 1956
- Discovery of Gold, 1956
- Meteor, 1956
- Captain Cook and the Hawaiian Islands, 1956
- Aztec Papers, 1956
- Genghis Kahn, 1956
- The Great Pyramid of Giza, 1956
- Leonardo DaVinci, 1956
- William the Conqueror, 1956
- Adventure in Space, 1956
- King Alfred, 1956

## Überlieferung
Aufgrund der Aufzeichnung auf Video und Film sind diverse Episoden der Serie erhalten geblieben, die inzwischen auf DVD ediert sind.